# Beauvechain

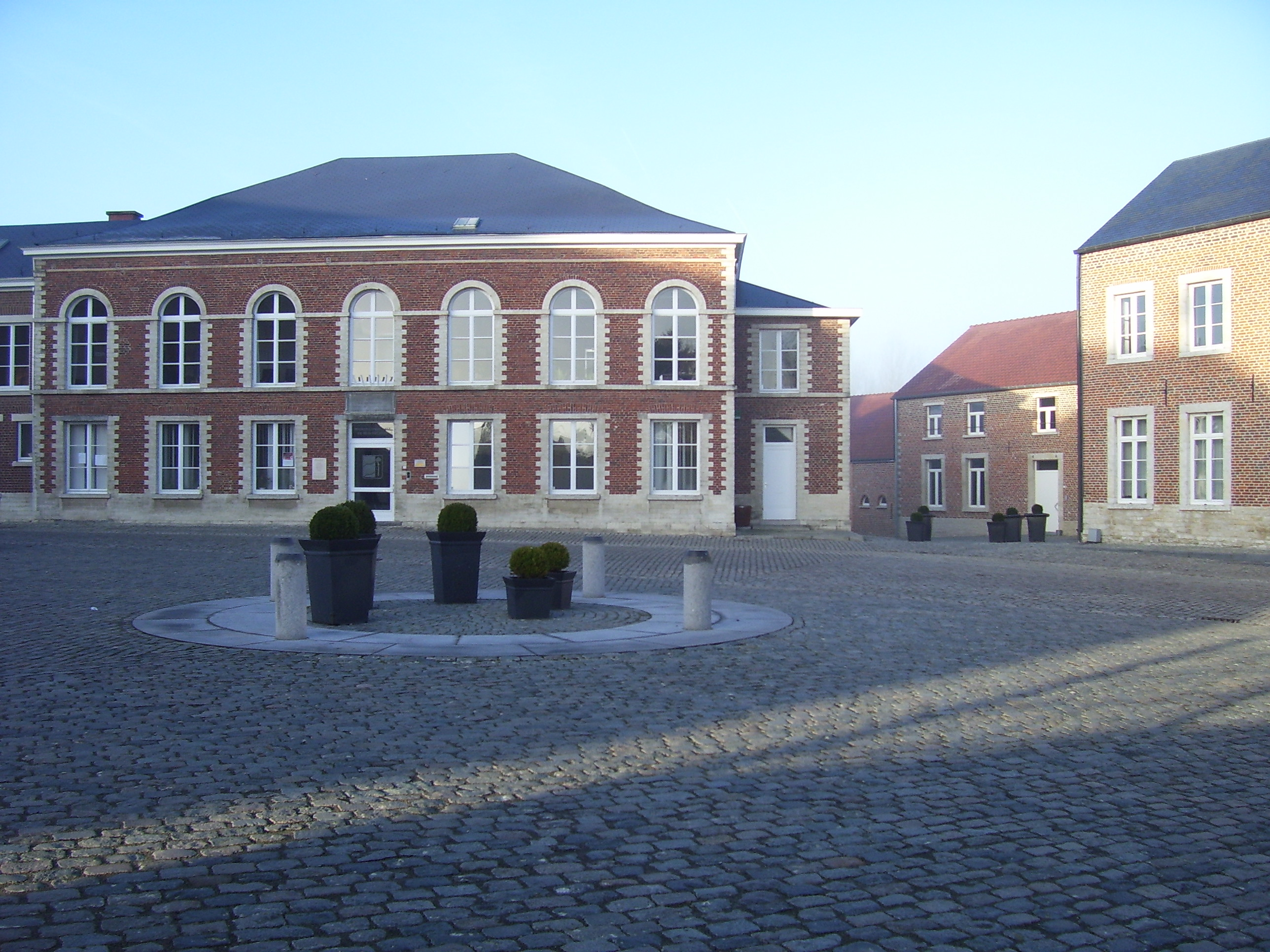
Rathaus von Beauvechain

Beauvechain (wallonisch Bôvetchén, niederländisch Bevekom) ist eine Gemeinde in der französischsprachigen Provinz Wallonisch-Brabant in Belgien. Sie besteht aus den fünf Ortsteilen Beauvechain, Hamme-Mille, Nodebais, L'Ecluse (niederländisch Sluizen) und Tourinnes-la-Grosse (niederländisch Deurne).

## Geografie
Beauvechain liegt in Wallonien in der Provinz Wallonisch-Brabant, acht Kilometer von der Provinzhauptstadt Wavre entfernt. Die Distanz zur belgischen Hauptstadt Brüssel beträgt ebenso wie die zu Nivelles, dem Hauptort des Arrondissements, etwa 40 km.
Die Gemeinde Beauvechain hat eine Ausdehnung von 38,59 km². Davon fallen 12,63 auf Beauvechain selbst, 8,54 auf Tourinnes-la-Grosse, 8,24 auf Hamme-Mille, 5,38 auf Nodebais und 3,80 auf L'Ecluse.
Im südlichen Bereich befindet sich der Militärflugplatz Beauvechain.
Die angrenzenden Gemeinden sind Jodoigne, Incourt und Grez-Doiceau in Wallonisch-Brabant sowie Oud-Heverlee, Bierbeek und Hoegaarden in Flämisch-Brabant. Somit grenzt die französischsprachige Gemeinde Beauvechain im Norden an das niederländischsprachige Flandern.

## Geschichte
Die Gegend um die Gemeinde Beauvechain ist seit alters her bewohnt. In der Nähe des Waldes Saint-Nicaise wurden eine befestigte Wallanlage und Gräber aus der Bronze- und Eisenzeit gefunden. Nachfahren der Kimbern, Eburonen und andere keltische Stämme durchquerten das Gebiet. Auch die Römer besiedelten es. Die antike Römerstraße von Boulogne-sur-Mer nach Köln führte hier entlang.
Das Zentrum Beauvechains ist seit der fränkischen Zeit eine Ortschaft. Hier lebte Ermelinde (gest. 600), die erste Heilige des Landes. Seit der im Vertrag von Verdun vereinbarten Teilung des Reiches Karls des Großen 843, gehörte der Ort zu Lotharingien und nach dessen Teilung 977 zu Niederlothringen. Ende des 10. Jhs. fiel die Gegend an Notger von Lüttich, den Bischof von Lüttich.
Zu Beginn des zweiten Jahrtausends wurde Beauvechain erstmals namentlich als Bavechin oder Bavenchen erwähnt. 1013 fielen Hamme, L'Ecluse, Mille und Nodebais nach der Schlacht bei Hoegaarden an den Grafen von Löwen, während Tourinnes und Beauvechain weiterhin zu Lüttich gehörten.
Unter den 1488/89 während der Herrschaft Maximilians I. auftretenden Unruhen hatte vor allem Nodebais zu leiden. Maximilians Sohn, Philipp der Schöne, logierte 1504 in Hamme. Dessen Sohn, Karl V., ging im Wald von Meerdael auf Jagd.
Im französisch-niederländischen Krieg wurden die Dörfer Beauvechains zum Schlachtfeld. Erst mit dem Frieden von Utrecht 1713 trat wieder Ruhe ein.
Unter der Herrschaft Maria Theresias wurde die Verbindungsstraße zwischen Löwen und Namur gebaut.
1811 wurden Hamme und Mille zusammengelegt.
Sowohl im ersten (20. August 1914) als auch im Zweiten Weltkrieg (15. Mai 1940) wurden die Dörfer der Gemeinde Beauvechain von den Deutschen besetzt.
Im Zuge der Gebietsreform wurden Beauvechain, Hamme-Mille, L'Ecluse, Nodebais und Tourinnes-la-Grosse 1977 zur neuen Gemeinde Beauvechain fusioniert.

## Persönlichkeiten
- Fernand Simonart (1888–1966), Mathematiker